# Motmot caraïbe
Momotus subrufescens
Espèce
Statut de conservation UICN

 LC  : Préoccupation mineure
Le Motmot caraïbe (Momotus subrufescens) est une espèce d'oiseaux de la famille des Momotidae.

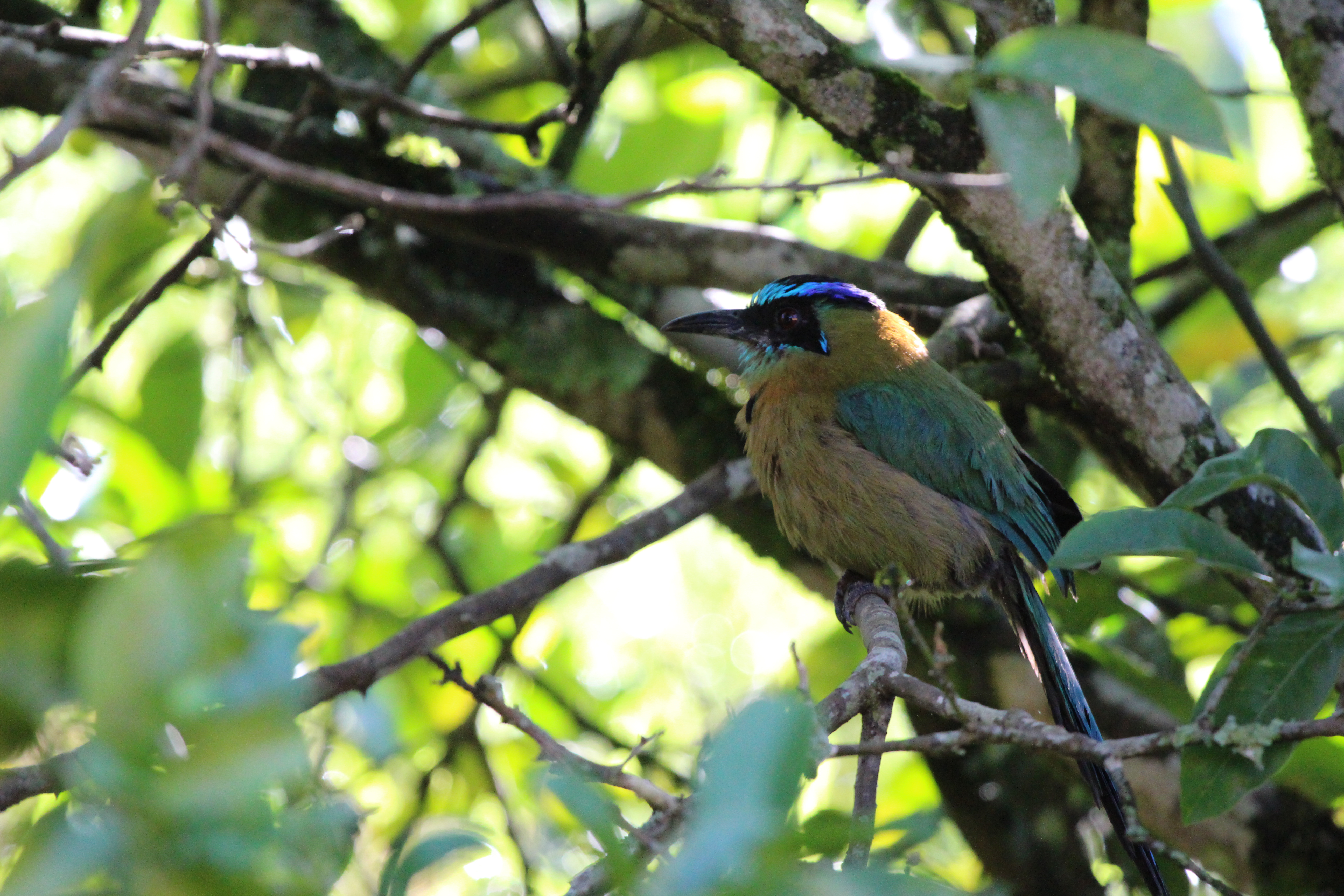
Un momot caraïbe après un orage dans la forêt de nuage. Costa Rica

## Répartition
Cet oiseau peuple la Colombie, le Venezuela, l'Équateur, le Panama et l'extrême nord du Pérou.